# 銀石鱸
銀石鱸（学名：Pomadasys argenteus），又稱銀雞魚，俗名雞仔魚、石鱸，為輻鰭魚綱鱸形目石鱸科的其中一個種。

## 分布
本魚分布於印度西太平洋區，包括紅海、東非、南非、馬達加斯加、模里西斯、塞席爾群島、馬爾地夫、斯里蘭卡、印度、日本、韓國、中國沿海、泰國、馬來西亞、台灣、越南、菲律賓、印尼、澳洲、新幾內亞、新喀里多尼亞、帛琉、所羅門群島、馬里亞納群島、馬紹爾群島、密克羅尼西亞、諾魯等海域。该物种的模式产地在阿拉伯海。

## 深度
水深15至115公尺。

## 特徵
本魚體為亮銀灰藍色，胸鰭以上之體側布滿暗色之小斑點。緊鄰而下具5條左右的銀色細縱帶。腹部銀白色。尾鰭暗黃褐色，呈截形稍內凹。頭部為較暗之棕黃色，背鰭底色同頭部，其上覆有數列暗色斑點縱帶。背鰭硬棘12枚，第4硬棘最長、軟條13至14枚；臀鰭硬棘3枚、軟條7枚。體長可達66公分。

## 生態
本魚棲息於沿岸之沙泥底質海域，以甲殼類及魚類為食。

## 經濟利用
美味的食用魚，適合紅燒或煮湯，大型魚可煮沙鍋魚頭。